# جعبه بررسی

نمونه‌ای از جعبه‌های بررسی.

جعبهٔ بررسی یا چک‌باکس (به انگلیسی: Checkbox)، عنوان ابزارکی در واسط نگاره‌ای کاربر است که کاربر یکی از دو حالت تیک‌خورده و بدون تیک را انتخاب کند. برنامه‌نویسان می‌توانند با بررسی وضعیت جعبهٔ بررسی تصمیم مناسب را در مورد مسیر برنامه بگیرند. جعبه‌های بررسی می‌تواند با فراخوانی یک کال‌بک همراه باشد.
ظاهر جعبهٔ بررسی به صورت مربع کوچکی است که یا خالی است (☐) یا تیک خورده‌است (☑). تغییر وضعیت جعبه می‌تواند به کمک کلیک‌کردن انجام شود. در صورتی که چندین جعبهٔ بررسی در یک گروه با شناسهٔ مشترک قرار داشته باشند، کاربر می‌تواند هر تعداد از آن‌ها را در وضعیت فعال یا غیرفعال قرار دهد.
این رفتار بر خلاف ابزارک دکمه‌های رادیویی است که در هر لحظه تنها می‌توان یکی از آن‌ها را فعال کرد.
دنبال‌کردن وضعیت جعبهٔ بررسی و تغییرات آن بر عهدهٔ سامانه‌ای است که آن را اجرا می‌کند و از این جهت برنامه‌نویسان با به‌کاربردن آن، از نوشتن کدهای مرتبط با این موضوع بی‌نیاز می‌شوند.

## در اچ‌تی‌ام‌ال
در فرم‌های وب، عنصر اچ‌تی‌ام‌ال <input type="checkbox"> برای نمایش جعبهٔ بررسی استفاده می‌شود.

## در یونی‌کد
در یونی‌کد، کدنقطه‌هایی برای مشخص‌کردن جعبه‌های بررسی تیک‌خورده و بدون تیک تعریف شده است:
- U+2610 (☐, 'BALLOT BOX')
- U+2611 (☑, 'BALLOT BOX WITH CHECK')
- U+2612 (☒, 'BALLOT BOX WITH X'). ✅